# ジャクソン・アヴェリーノ・コエーリョ
ジャジャ（Jajá）ことジャクソン・アヴェリーノ・コエーリョ（ポルトガル語: Jakson Avelino Coelho、1986年2月28日 - ）は、ブラジルのサッカー選手。ポジションはFW。

## クラブ歴
アメリカ-MGの下部組織出身で、2004年11月にフェイエノールトと契約しプロとなった。しかし、直後にKVCウェステルローに期限付き移籍した。
2006年1月にヘタフェCFに完全移籍。半シーズンで2試合出場したのみでCRフラメンゴに半年の期限付き移籍、その後、KRCヘンクに半年の期限付き移籍をした。結局2007-08シーズンには再びウェステルローに期限付き移籍となった。

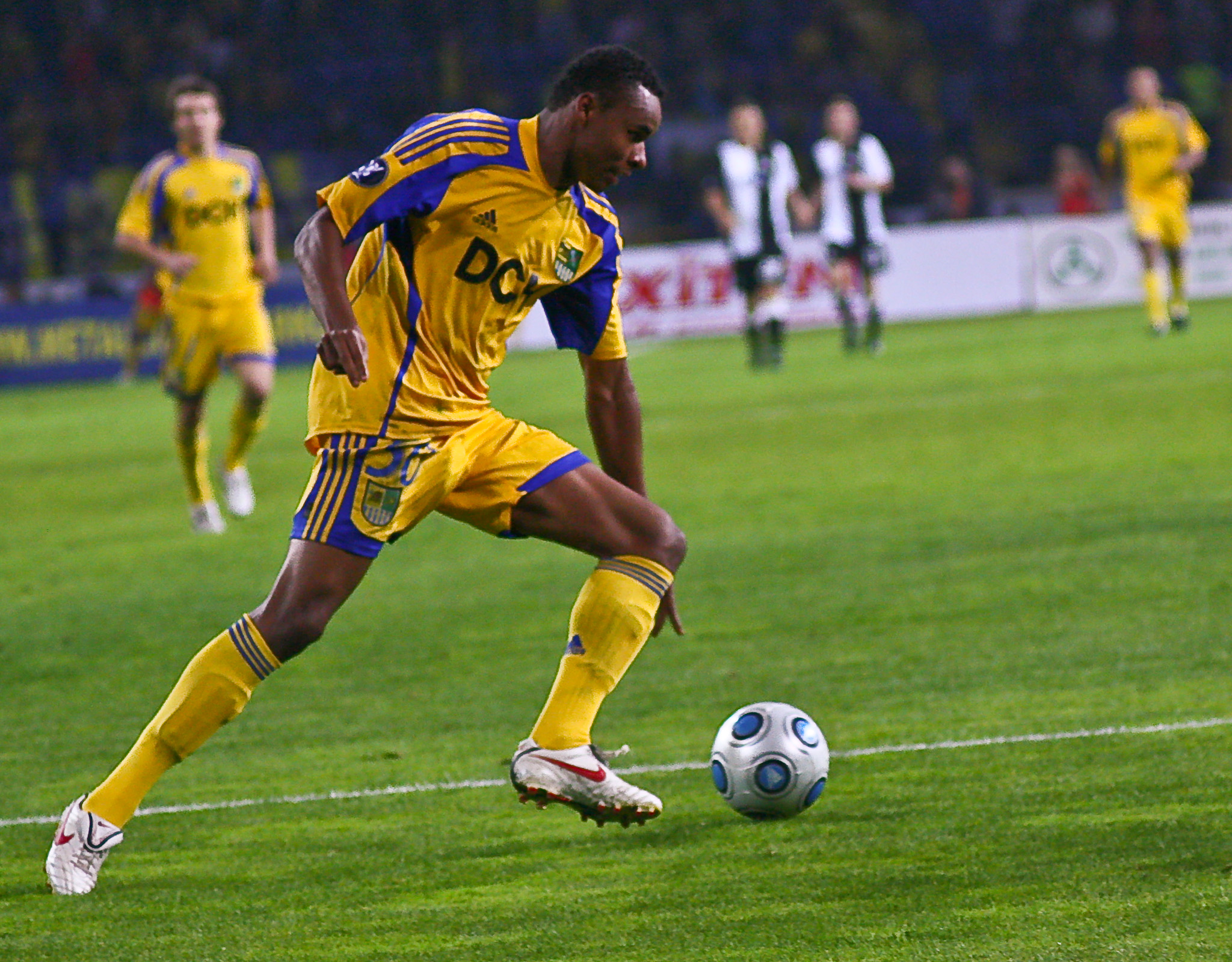
FCメタリスト・ハルキウ時代

2008年2月に3年半の契約でFCメタリスト・ハルキウに完全移籍。2008年10月2日に行われたUEFAカップ 2008-09では40mの距離からゴールを決める活躍を見せた他、国内でもウクライナ・プレミアリーグの年間最優秀選手賞を受賞、これは外国人としてはヴァリャンツィン・ビャルケヴィチ以来史上2人目であった。
2010年8月7日に4年契約、移籍金420万ユーロとされる額でトラブゾンスポルに移籍。30日のアンタルヤスポル戦でフル出場しデビューした。3試合を経た後に初得点も記録した。11月にはクラブの月間最優秀選手に輝いた。1シーズンで29試合12得点の結果を残した。
2011年6月24日に3年契約でアル・アハリ・ドバイに完全移籍。9月に移籍が完了し、移籍金は450万ユーロとなった。翌年にSCインテルナシオナルに期限付き移籍。
2013年1月14日にメタリスト・ハルキウが再び彼を獲得、移籍金は明らかになっていない。7月12日にカイセリスポルに3年契約オプションつきの1年契約で期限付き移籍し、背番号10番をつけた。その後2014年にコリチーバFCに期限付き移籍。
2015年2月に中国サッカー・スーパーリーグの重慶力帆に完全移籍。
同年にスポルティング・ロケレンに完全移籍した。2017年1月14日にブリーラム・ユナイテッドFCに期限付き移籍。ブリーラム・ユナイテッドでは34試合34得点の大活躍を見せた。
2018年にムアントン・ユナイテッドFCに完全移籍。AFCチャンピオンズリーグ2018のプレーオフ、ジョホール・ダルル・タクジムFC戦で途中出場し移籍後初出場。
2019年にKリーグの城南FCに加入。